# Mashrou' Leila (album)
Mashrou' Leila – debiutancki album studyjny zespołu Mashrou' Leila wydany w 2009 roku.

## Lista utworów
1. "Fasateen" ("فساتين")
2. "3ubwa" ("عبوة")
3. "Min al 6aboor" ("من الطابور")
4. "3al 7ajiz" ("عالحاجز")
5. "Shim el Yasmine" ("شم الياسمين")
6. "Im Bimbillilah" ("إم بمبللح")
7. "Latlit" ("لتلت")
8. "Khaleeha Zikra" ("خليها ذكرى")
9. "Raksit Leila" ("رقصة ليلى")